# Banana
Banana je česká hudební skupina, která vznikla koncem roku 2002 v Ostravě. V první sestavě hráli: Vladivojna La Chia (zpěv), Radim Hájek (bicí), Dalibor Krystyn (kytara) a Marek Zeman (baskytara). Debutovali v roce 2003 stejnojmenným albem. Rok 2004 byl pro skupinu především ve znamení koncertního turné s finskou kapelou Waltari zakončeném prozatím posledním albem Trip. Občasným zpívajícím hostem koncertů skupiny Banana je Lenka Dusilová. V roce 2007 se skupina objevila jako předskokan na koncertech Marylina Mansona a Scorpions.
V roce 2014 kapela oznámila návrat na scénu.

## Členové
- Vladivojna La Chia – zpěv
- Radim Hájek – bicí
- Dalibor Krystyn – kytara
- Marek Zeman – baskytara

## Diskografie
- 2003 – Banana
- 2004 – Trip
- 2006 – Jungle